# Martina Berta
Martina Berta (Torino, 25 marzo 1998) è una mountain biker italiana.

## Carriera
Nativa di Torino, si trasferisce in gioventù con la famiglia a La Salle.
Partecipa ai suoi primi Giochi olimpici nel 2024 a Parigi, classificandosi 14º nel Cross country.

## Palmarès

### Mountain biking
- 2019

Campionati italiani, Cross country
- 2021

4ª tappa Mediterranean Epic
Campionati italiani, Cross country
Campionati italiani, XCC
- 2022

Campionato Xcc
- 2023

1ª tappa Interzionali d'Italia, Cross country
Coppa Citta Di Albenga, Cross country, (Albenga)
La Thuile MTB Race, (La Thuile)
4ª prova Interzionali d'Italia, Cross country
Campionati italiani, Short track (Alpago)
- 2024

1ª tappa Interzionali d'Italia, Cross country (San Zeno in Montagna)
1ª prova Interzionali d'Italia, Cross country
3ª prova Interzionali d'Italia, Cross country
5° Italia Bike Cup - Cross country
Campionati italiani, Cross country (Pergine Valsugana)

## Piazzamenti

### Competizioni mondiali
- Campionati del mondo di mountain bike

Vallnord 2015 - Cross country junior: vincitrice
Nove mesto 2016 - Cross country junior: 3º
Cairns 2017 - Cross country under 23: 9º
Lenzerheide 2018 - Cross country under 23: 15º
Mont Sainte-Anne 2019 - Cross country under 23: 5º
Les Gets 2022 - Staffetta a squadre: 2º
Les Gets 2022 - Cross country élite: 7º
Vallnord 2024 - Staffetta a squadre: 3º
Vallnord 2024 - Cross country élite: 3º
- Giochi olimpici

Parigi 2024 - Cross country: 14º

### Competizioni europee
- Campionati europei di mountain bike

Brno 2019 - Staffetta a squadre: 2ª
Novi Sad 2021 - Staffetta a squadre: vincitrice
Monaco 2022 - Cross country: 10ª
Giochi europei
Cracovia 2023 - Cross country: 15ª